# Alfred Chippy Outcalt
James Alfred „Chippy“ Outcalt (* um 1915; † unbekannt) war ein US-amerikanischer Jazz- und Rhythm-&-Blues-Musiker (Posaune).

## Leben und Wirken
„Chippy“ Outcalt arbeitete ab den späten 1930er-Jahren in der New Yorker Jazzszene; erste Aufnahmen entstanden 1939 mit den Savoy Dictators (mit Hal Mitchell, Howard Scott, Bobby Plater, Lowell „Count“ Hastings, Clem Moorman, Will Johnson, Al Henderson, Danny Gibson). Ab 1944 spielte er bei Billy Eckstine and His Orchestra und wirkte auch bei dessen Hits „A Cottage for Sale“ (1945, #8) und „I’m in the Mood for Love“ (1946, #12) mit. Outcalt wurde ferner als Solist in „A Night in Tunisia“ herausgestellt; zu sehen ist er außerdem in dem Musikfilm Rhythm in a Riff (1946) an der Seite der Posaunisten Gerald Valentine und Howard Scott.
1947 spielte Outcalt bei Hot Lips Page („Take Your Shoes Off Daddy“/„St. James Infirmary“) und 1948/49 im Hal „Cornbraed“ Singer Sextett, mit dem Vokalensemble The X-Rays und Milton „Tippy“ Larkin sowie dem R&B-Sänger Chicago Davis („Travelin’ Shoes“, 1949), ferner mit Bob Merrill, Sam „The Man“ Taylor und im Lionel Hampton Orchestra. Im folgenden Jahrzehnt gehörte er der Gene Ammons Band an und wirkte bei Plattenaufnahmen von Willis Jackson, Sonny Stitt und Jesse Powell mit. Im Bereich des Jazz war er zwischen 1939 und 1955 an 26 Aufnahmesessions beteiligt, außerdem mit Paul Gayten/Annie Laurie („I Ain’t Gonna Let You In“, 1950)